# Euperilampus enigma
Euperilampus enigma är en stekelart som beskrevs av Darling 1983. Euperilampus enigma ingår i släktet Euperilampus och familjen gropglanssteklar.
Artens utbredningsområde är Bolivia. Inga underarter finns listade i Catalogue of Life.